# Орден Академических пальм (Сенегал)
Орден Академических пальм (фр. L'Ordre des Palmes académiques) — четвёртая по значимости награда Сенегала.

## История
Орден Академических пальм учреждён Законом № 74-1280 от 23 декабря 1974 года. 

## Описание
Орден состоит из трёх степеней:
| Командор | Офицер | Кавалер |

Лента фиолетового цвета с желтой полосой в центре.